# Linh miêu đồng cỏ
Linh miêu đồng cỏ (danh pháp: Leptailurus serval) hay serval /ˈsɜːrvəl/ hay tierboskat, là một loài mèo hoang dã phân bố tại châu Phi. Đây là thành viên độc nhất thuộc chi Leptailurus và được nhà tự nhiên học người Đức Johann Christian Daniel von Schreber mô tả lần đầu năm 1776. 18 phân loài được công nhận. Linh miêu đồng cỏ có thân hình mảnh dẻ, kích thước trung bình, khi đứng bờ vai cao 54–62 cm (21–24 in) và cân nặng 9–18 kg (20–40 lb). Đặc điểm được mô tả là đầu nhỏ, đôi tai lớn, lớp lông ngoài có màu từ vàng kim đến vàng sẫm với đốm và sọc đen, chiếc đuôi ngắn có ngọn đen. Linh miêu đồng cỏ có chân dài nhất so với bất kỳ loài mèo tương đồng kích thước cơ thể.

## Mô tả
Linh miêu đồng cỏ là một loài mèo cỡ trung bình, có dáng vẻ thanh mảnh, với đôi chân dài và một cái đuôi khá ngắn. Chiều dài đầu thân 59–92 cm, chiều dài đuôi 20–45 cm, và chiều cao vai 54–66 cm. Trọng lượng khoảng từ 7 đến 12 kg ở con cái, và từ 9 đến 18 kg với con đực.

## Phân bố
Linh miêu đồng cỏ phân bố ở châu Phi, chủ yếu là phía nam của sa mạc Sahara, và một số ít ở bắc Phi. Môi trường sống chính của linh miêu đồng cỏ là thảo nguyên, mặc dù chúng có thể có ở các khu vực miền núi ở độ cao lên đến 3.000 m. Vì cần nguồn nước trong phạm vi lãnh thổ của mình nên chúng không sống nơi bán sa mạc hay thảo nguyên khô. Chúng cũng tránh các khu rừng rậm xích đạo, mặc dù có thể thấy chúng dọc theo ven rừng. Lãnh thổ của con cái khoảng 9,5-19,8 km2, và của con đực 11,6-31,5 km2.

## Lối sống
Giống như hầu hết mèo, linh miêu đồng cỏ sống đơn độc và săn mồi chủ yếu vào ban đêm. Mặc dù thường săn bắt động vật gặm nhấm, chúng cũng ăn các loài chim, thỏ rừng, đa man, bò sát, côn trùng, cá và ếch. Chúng cũng có thể bắt các động vật lớn hơn, chẳng hạn như hươu, linh dương, mặc dù hơn 90% của con mồi của chúng nặng dưới 200 g. Con mồi là loài gặm nhấm ước tính chiếm 80-97% trong chế độ ăn.
Linh miêu đồng cỏ có thể di chuyển 3–4 km mỗi đêm để tìm thức ăn. Đôi chân dài (dài nhất của tất cả loài mèo cùng kích thước cơ thể) thể hiện sự thích nghi của chúng với lối sống thảo nguyên, giúp chúng đạt được tốc độ tối đa 80 km mỗi giờ, và đôi tai lớn với thính giác rất tốt cho phép chúng phát hiện con mồi, ngay cả trong lòng đất. Chúng có thể nhảy cao 2–3 m để bắt chim đang bay và có thể nhảy xa tới 3,6 m. Chúng là loài săn mồi hiệu quả với tỷ lệ thành công lên tới 50%.

## Sinh sản
Linh miêu đồng cỏ có chu kỳ động dục kéo dài đến bốn ngày, và thường vào thời gian để mèo con sẽ được sinh ra ngay trước thời kỳ sinh sản cao điểm của quần thể động vật gặm nhấm địa phương. Chúng có thể sinh nhiều lứa trong năm, nhưng thường chỉ khi lứa trước đó chết ngay sau khi sinh. Chu kỳ mang thai kéo dài 66-77 ngày và thường cho ra đời hai con non, mặc dù đôi khi có thể nhiều hơn.